# Passives Management
Passives Management, auch Passives Portfoliomanagement oder Passiver Anlagestil, ist eine Strategieform beim Portfoliomanagement, also der Verwaltung eines in Wertpapieren angelegten Vermögens.
Kennzeichen des Passiven Managements ist es, mit sehr niedrigen Managementkosten einen – im Regelfall durch einen Börsenindex vorgegebenen – Vergleichsmaßstab (englisch benchmark) mehr oder weniger perfekt nachzubilden. Hierbei sind Umschichtungen im Vermögen nur selten nötig (zum Beispiel bei Anpassungen der Indexzusammensetzung).
Das Gegenstück zum Passiven Management ist das Aktive Management, bei dem unter Inkaufnahme erheblich höherer Managementkosten versucht wird, durch Umschichtungen eine Überrendite gegenüber dem Vergleichsmaßstab zu erzielen. Allerdings zeigen Studien, dass im Mittel weniger als 20 Prozent aller aktiv gemanagten Fonds die Überrendite nach Kosten erzielt haben. Teilweise werden auch Zwischenformen betrachtet, beispielsweise Semi-passives Management, worunter zum Beispiel der Anlagestil der Anlageautomaten („Robo-Advisor“) gefasst werden kann.

## Spezialfall Fonds
Handelt es sich beim Anlagevermögen um einen Fonds, spricht man auch vom Passiven Fondsmanagement. Die meisten passiv gemanagten Fonds sind sogenannte Indexfonds – sie bilden einen Index ab und bedürfen daher kaum Eingriffen seitens des Managements, somit sind die laufenden Kosten gering. Mit Hilfe von Tauschgeschäften (Swaps) können nicht nur Aktienindizes, sondern beispielsweise auch Rohstoffe in einem Indexfonds abgebildet werden.

## Gegenüberstellung zu Aktivem Management
Vergleicht man Passives und Aktives Portfoliomanagement, so können aus Sicht des Passiven Managements folgende Vor- und Nachteile angeführt werden:

### Vorteile
- Geringe Kostenquote
- Wertentwicklung über Performance des Vergleichsmaßstabs (meist ein Börsenindex) einschätzbar

### Nachteile
- Entgangene Chance einer durch gutes Aktives Management erzielbaren Überrendite
- Geringeres Angebot wählbarer Risiko-Ertrags-Profile